# ويليام ويزلي كوكس
ويليام ويزلي كوكس (بالإنجليزية: William Wesley Cox)‏ هو سياسي أمريكي، ولد في 5 فبراير 1865، وتوفي في 29 أكتوبر 1948.